# Mick Fleetwood
Michael John Kells (Mick) Fleetwood (Redruth, 24 juni 1947) is een Britse rockmuzikant bekend als oprichter en drummer van de band Fleetwood Mac. Naast Fleetwood Mac heeft hij sinds 1981 ook meerdere soloalbums gemaakt, waarvan de meeste onopgemerkt bleven. Alleen het album The Visitor kreeg veel aandacht, omdat het in Accra (Ghana) werd opgenomen.
Fleetwood begon zijn carrière in 1963 in The Cheynes (met onder anderen organist Peter Bardens). Deze band ging over in Peter B's Looners, waarin Fleetwood gitarist Peter Green ontmoette. Vervolgens drumde hij enige tijd in The Bo Street Runners. In de lente van 1967 was hij zes weken drummer van John Mayall's Bluesbreakers. In deze band ontmoette hij naast Peter Green ook bassist John McVie. In mei 1967 richtte Fleetwood met Green Fleetwood Mac op, waar hij nu al meer dan 50 jaar deel van uitmaakt. Aanvankelijk was Fleetwood Mac een bluesgroep met als overige leden Jeremy Spencer en Bob Brunning. Later dat jaar werd Brunning vervangen door John McVie. Sindsdien vormen McVie en Fleetwood een van de meest legendarische ritmesecties uit de geschiedenis van de rockmuziek.
Zijn huwelijk met Jenny Boyd (schoonzuster van George Harrison) liep op de klippen nadat Boyd een affaire had met Bob Weston, de gitarist van Fleetwood Mac. Laatstgenoemde werd daarop uit de band gezet.
Op de in 2019 door het tijdschrift Rolling Stone gepubliceerde ranglijst van 100 beste drummers in de geschiedenis van de popmuziek kreeg Mick Fleetwood de 60e plaats toegekend.

## Soloalbums
- Mick Fleetwood: The Visitor - 1981
- Mick Fleetwood's Zoo: I'm not me - 1983
- The Zoo: Shakin' the Cage - 1992
- The Mick Fleetwood Band: Something Big - 2004
- Blue Again! - 2008